# THE OTHER ONE
『THE OTHER ONE』（ジ・アザー・ワン）は、日本の女性メタルダンスユニットBABYMETALの4作目のスタジオ・アルバム。2023年3月24日にTOY'S FACTORY より発売された。

## 構成
当アルバムは、BABYMETAL初のコンセプトアルバム、外伝（スピンオフ）的作品。我々の知らなかった“BABYMETALのもうひとつの物語”をコンセプトにしたアルバムであり、「THE OTHER ONE - BLACK BOX」に封印されていた10個の“パラレルワールド”をテーマとする新曲10曲を収録している。
凛とした歌声でアンセミックな絶景を切り開く「METAL KINGDOM」に始まり、荘厳なメタル黙示録を描き上げる「THE LEGEND」まで、10の楽曲越しにパラレルワールドが展開される。
「Divine Attack - 神撃 -」はSU-METALが初めて作詞を手掛けた。

## リリース
当アルバムのリリースは、全世界同時リリースとなり、2022年10月11日に発表された。2023年1月18日にアルバムの詳細やジャケット写真が発表された。
リリース形態は、日本では、完全生産限定盤（CD+復元パズル）、通常盤（CD）、アナログ盤（LP）の3形態に、アーティストオンラインショップアスマート限定で発売される「BLACK ALBUM」（CD）、「THE OTHER ONE」アカウント登録者限定で発売されるTHE OTHER ONE限定盤「CLEAR BOX」（CD+Blu-ray+復元フォトカードセット）を加えた5形態。

## プロモーション、パフォーマンス
リリースの前後に発行された『ぴあMUSIC COMPLEX』 『YOUNG GUITAR』 『ヘドバン』『 KERRANG!』 『メタル・ハマー（英語版）』など多数の雑誌で表紙・巻頭特集が組まれた。

## ツアー
アルバム発売後、4月から5月にかけてメタルバンド・Sabatonのイギリス&EUツアーにゲストとして参加。その後、初のアジア&オーストラリアツアー「BABYMETAL WORLD TOUR 2023」を開催。8月、SUMMER SONIC 2023に参加後、約4年ぶりとなる北米ツアー「THE BABYKLOK TOUR 2023」をアメリカのアニメ発ヘヴィメタルバンド・DETHKLOKとともに8月から10月にかけて開催。11月から「BABYMETAL WORLD TOUR 2023」の一環として UK&EUツアーを開催。

## 批評
音楽ナタリーでライターの西廣智一は、「活動10周年を経たこのタイミングだからこその、“大人になったBABYMETAL”の姿がここには確実に存在しており、その頼もしさがもたらす説得力の強さは過去イチとも言える。」と評した。
ROCKIN'ON JAPAN誌で音楽ライターの高橋智樹は、「ポップ×メタルの異種混交という次元を遥かに超え、BABYMETALの表現を新たな究極形へと結実させるかのような冒険精神に満ちた作品」と評した。
称賛/栄誉
KERRANG!誌の2023年ベストアルバム50選で46番目に選出された。

## チャート成績

### 日本
オリコンチャートでは、2023年3月20日付デイリーランキングで23,812枚を売り上げ1位を記録、初週の4月3日付の週間ランキングにおいては、CDアルバムで36,863枚を売り上げ3位 、デジタルアルバムで2,615回のダウンロードをカウントし3位、合算アルバムでは39,795ポイントを獲得し3位、ROCKアルバムで1位を記録したほか、3月の月間アルバムランキングで9位、ROCKアルバムランキングで1位となった。また、ビルボードジャパンのチャートでは、3月29日付の週間ランキングにおいて、CDアルバム・セールス・チャートで35,572枚を売り上げ3位、ダウンロード・アルバム・チャートで2,605回のダウンロードをカウントし2位、総合アルバム・チャートでは3位（CDセールス3位、ダウンロード2位、ルックアップ3位）となった。

### 海外
イギリスの（オフィシャル・チャート・カンパニー 英語版）では、2023年3月31日付けのアルバム・トップ100（全英アルバムチャート）で32位を記録したほか、ロック&メタル・アルバムで3位、スコットランドのアルバム・トップ100（スコットランドの音楽チャート）で7位にチャートインした。
その他のヨーロッパの地域では、スイスのシュヴァイツァー・ヒットパラーデにおける4月2日付のアルブン・トップ100で76位、
ドイツのメーディア・コントロール・ゲーエフカー・インターナツィオナールによるオフィシャル・チャートの3月31日付のトップ100・アルバムチャートで24位、ベルギーのウルトラトップにおける4月1日付の200アルバム（フランデレン地域）で120位、同日付の200アルバム（ワロン地域）で97位を記録した。
アメリカのビルボードでは、2023年4月8日付のアルバム・セールスで23位、カレント・アルバム・セールスで20位、ハード・ロック・アルバムで15位、インディペンデント・アルバムで48位、ワールド・アルバムで8位にチャートインした。
オーストラリアのARIAチャートでは、4月3日付のデジタル・アルバムで14位、フィジカル・アルバムで14位を記録した。

## 収録トラック

### CD・配信
| #         | タイトル                   | 作詞                       | 作曲                | 編曲                | 時間  |
| --------- | -------------------------- | -------------------------- | ------------------- | ------------------- | ----- |
| 1.        | 「METAL KINGDOM」          | KITSUNE of METAL GOD       | tatsuoMETAL         | tatsuoMETAL         | 5:51  |
| 2.        | 「Divine Attack - 神撃 -」 | SU-METAL                   | MEGMETAL、HAYAMETAL | MEGMETAL、HAYAMETAL | 3:38  |
| 3.        | 「Mirror Mirror」          | THE OTHER METAL、RYU-METAL | RYU-METAL           | MEGMETAL            | 3:50  |
| 4.        | 「MAYA」                   | MAYA-METAL                 | KANAMETAL、MEGMETAL | MEGMETAL            | 3:23  |
| 5.        | 「Time Wave」              | MK-METAL、T-METAL          | tatsuoMETAL         | tatsuoMETAL         | 4:50  |
| 6.        | 「Believing」              | PERI-METAL                 | YUPPEMETAL          | YUPPEMETAL          | 3:46  |
| 7.        | 「METALIZM」               | METALIAN、RYU-METAL        | RYU-METAL、MEGMETAL | MEGMETAL            | 3:34  |
| 8.        | 「Monochrome」             | MK-METAL                   | YUPPEMETAL          | YUPPEMETAL          | 3:57  |
| 9.        | 「Light and Darkness」     | MK-METAL、TAKEMETAL        | TAKEMETAL           | tatsuoMETAL         | 4:04  |
| 10.       | 「THE LEGEND」             | KITSUNE OF METAL GOD       | RYU-METAL、MEGMETAL | MEGMETAL            | 4:18  |
| 合計時間: | 合計時間:                  | 合計時間:                  | 合計時間:           | 合計時間:           | 41:11 |

### LP
※収録曲はCD・配信と共通
| #  | タイトル                   | 作詞 | 作曲・編曲 |
| -- | -------------------------- | ---- | ---------- |
| 1. | 「METAL KINGDOM」          |      |            |
| 2. | 「Divine Attack - 神撃 -」 |      |            |
| 3. | 「Mirror Mirror」          |      |            |
| 4. | 「MAYA」                   |      |            |
| 5. | 「Time Wave」              |      |            |

| #  | タイトル               | 作詞 | 作曲・編曲 |
| -- | ---------------------- | ---- | ---------- |
| 1. | 「Belieaving」         |      |            |
| 2. | 「METALIZM」           |      |            |
| 3. | 「Monochrome」         |      |            |
| 4. | 「Light and Darkness」 |      |            |
| 5. | 「THE LEGEND」         |      |            |

### WEB会員限定盤特典Blu-ray
Music Clips
1. METAL KINGDOM - Official Music Video
2. Divine Attack - 神撃 - Official Visualizer Video
3. Mirror Mirror - Official Lyric Video
4. MONOCHROME - Official Lyric Video
5. Light and Darkness - Official Music Video

## クレジット
メンバー
- SU-METAL - ボーカル
- MOAMETAL - ボイス（スクリーム）

制作
- KOBAMETAL - プロデューサー
- Ted Jensen（Sterling Sound，Nashville）- マスタリング・エンジニア
- SHIMONMETAL - アートディレクション、デザイン
- KUROMETAL（SMS）- コーディネーター（アートワーク・コーディネーション）
- YODAMETAL（ROKUSHIKI） - アートディレクション、デザイン
- RINOMETAL（ROKUSHIKI） - デザイン
- SUSUMETAL（PROGRESS-M） - 写真撮影

- SUGAMETAL（CROMANYON）- Blu-ray Discプロダクション

- HITOMETAL、KAWAMETAL、KEYMETAL、OKAMETAL、TYMETAL、YUMIMETAL(AMUSE INC.) - マネジメント
- MARIMETAL、MOTEMETAL、MURAMETAL、RIKOMETAL(TOY'S FACTORY) - マネジメント
- ARAMETAL、INAMETAL、 KICHIMETAL、MAHMETAL 、OHMETAL - スーパーバイザー

## チャート一覧

### 日本
| 地域                | チャート（週間）           | 最高順位 |          |
| オリコン            | オリコン                   | オリコン | オリコン |
| ------------------- | -------------------------- | -------- | -------- |
| 日本                | CDアルバムランキング       | 3        |          |
| 日本                | デジタルアルバムランキング | 3        |          |
| 日本                | 合算アルバムランキング     | 3        |          |
| 日本                | ROCK アルバムランキング    | 1        |          |
| Billboard JAPAN     |                            |          |          |
| 日本                |                            |          |          |
| Top Albums Sales    | 3                          |          |          |
| Top Download Albums | 2                          |          |          |
| Hot Albums          | 3                          |          |          |

| 地域     | チャート（月間）        | 最高順位 |
| オリコン | オリコン                | オリコン |
| -------- | ----------------------- | -------- |
| 日本     | CDアルバムランキング    | 3        |
| 日本     | ROCK アルバムランキング | 1        |

| 地域                | チャート（年間）     | 最高順位 |
| オリコン            | オリコン             | オリコン |
| ------------------- | -------------------- | -------- |
| 日本                | CDアルバムランキング | 90       |
| Billboard JAPAN     |                      |          |
| 日本                |                      |          |
| Top Albums Sales    | 86                   |          |
| Top Download Albums | 47                   |          |
| Hot Albums          | 72                   |          |

### 海外
| 地域                                    | チャート（週間）                  | 最高順位                |
| Official Charts Company                 | Official Charts Company           | Official Charts Company |
| --------------------------------------- | --------------------------------- | ----------------------- |
| イギリス                                | Albums Chart Top 100              | 32                      |
| イギリス                                | UK Independent Albums (OCC)       | 1                       |
| イギリス                                | UK Rock & Metal Albums (OCC)      | 3                       |
| スコットランド                          | Scottish Albums Chart Top 100     | 7                       |
| Schweizer Hitparade                     |                                   |                         |
| スイス                                  | Alben Top 100                     | 76                      |
| Offizielle Deutsche Charts              |                                   |                         |
| ドイツ                                  | TOP 100 ALBUM-CHARTS              | 24                      |
| Ultratop                                |                                   |                         |
| ベルギー                                | 200 ALBUMS（フランデレン地域）    | 120                     |
| ベルギー                                | 200 ALBUMS（ワロン地域）          | 97                      |
| Billboard                               |                                   |                         |
| アメリカ                                |                                   |                         |
| US Top Album Sales (Billboard)          | 23                                |                         |
| Billbord Current Album Sales 200 ALBUMS | 20                                |                         |
| US Top Hard Rock Albums (Billboard)     | 15                                |                         |
| US Independent Albums (Billboard)       | 48                                |                         |
| US World Albums (Billboard)             | 8                                 |                         |
| ARIA CHARTS                             |                                   |                         |
| オーストラリア                          | Australian Digital Albums (ARIA)  | 14                      |
| オーストラリア                          | Australian Physical Albums (ARIA) | 14                      |

## リリース日一覧
| 地域 | リリース日     | レーベル                                     | 規格       | カタログ番号 |
| ---- | -------------- | -------------------------------------------- | ---------- | ------------ |
| 日本 | 2023年03月24日 | BMD FOX RECORDS（TOY'S FACTORY）、AMUSE INC. | CD+Blu-ray | ONEC-0043    |
| 日本 | 2023年03月24日 | BMD FOX RECORDS（TOY'S FACTORY）、AMUSE INC. | CD         | TFCC-86889   |
| 日本 | 2023年03月24日 | BMD FOX RECORDS（TOY'S FACTORY）、AMUSE INC. | CD         | TFCC-86890   |
| 日本 | 2023年03月24日 | BMD FOX RECORDS（TOY'S FACTORY）、AMUSE INC. | CD         | PPTF-8149    |
| 日本 | 2023年03月24日 | BMD FOX RECORDS（TOY'S FACTORY）、AMUSE INC. | LP         | TFJC-38115   |
| 海外 | 2023年03月24日 | BABYMETAL RECORDS(Cooking Vinyl）            | CD         | COOKCD875    |
| 海外 | 2023年03月24日 | BABYMETAL RECORDS(Cooking Vinyl）            | LP         | COOKLP875    |